# Roelof Diodati
Roelof Diodati (28 juillet 1658 - 10 mars 1723) est l'un des gouverneurs néerlandais de l'île Maurice pendant sa domination hollandaise (1638–1710).

## Biographie
Diodati est d'origine suisse et italienne. Son grand-père était le théologien Jean Diodati qui traduisit la Bible en italien. Son père, né à Genève, devint pasteur de l'église wallonne à Leyde en 1651;
Diodati a un frère jumeau qui, comme lui, s'engage dans la Compagnie néerlandaise des Indes orientales. Roelof devint comptable au Cap en 1686, puis se reconvertit dans le commerce. Il est gouverneur de l'île Maurice de 1692 à 1703. En 1693, il fait emprisonner François Leguat. En 1695, un ouragan dévaste l'île, ravageant beaucoup de cultures, dont la plupart des propriétaires quitteront l'île.
Diodati est ensuite nommé à Surate en Inde, puis il travaille à Batavia où il devint comptable et marchand en 1707. En 1709, il épouse Catharina Zaaiman, une native de l'île Maurice, dont la grand-mère est Krotoa, une interprète khoïkhoï de Jan van Riebeeck.
Le 31 mai 1720, Diodati devient Opperhoofd (directeur) du comptoir hollandais de Dejima au Japon et il meurt à Batavia le 10 mars 1723 à l'âge de 64 ans.

## Source de la traduction
- (en) Cet article est partiellement ou en totalité issu de l’article de Wikipédia en anglais intitulé « Roelof Diodati » (voir la liste des auteurs).